# Rodgers Rop
Rodgers Rop (né le 16 février 1976 à Kapsabet) est une athlète kényan, spécialiste des courses de fond. 

## Biographie
Il se distingue dans l'épreuve du marathon en remportant en 2002 le Marathon de New York (2 h 8 min 7 s) et le Marathon de Boston (2 h 9 min 2 s), rejoignant Bill Rodgers, Alberto Salazar, Ibrahim Hussein et Joseph Chebet parmi les athlètes s'étant imposé dans ces deux épreuves majeures.
En 2007, il remporte le Marathon de Hambourg en établissant la meilleure performance de sa carrière sur la distance en 2 h 7 min 32 s.

## Palmarès
| Date | Compétition          | Lieu     | Résultat | Épreuve       |
| ---- | -------------------- | -------- | -------- | ------------- |
| 2001 | BIG 25 Berlin        | Berlin   | 1er      | 25 kilomètres |
| 2002 | BIG 25 Berlin        | Berlin   | 1er      | 25 kilomètres |
| 2002 | Marathon de Boston   | Boston   | 1er      | Marathon      |
| 2002 | Marathon de New York | New York | 1er      | Marathon      |
| 2007 | Marathon de Hambourg | Hambourg | 1er      | Marathon      |